# 平清宗
平 清宗（たいら の きよむね）は、平安時代末期の武将、貴族、公卿。平家の棟梁平宗盛の長男で、平清盛の孫にあたる。母は後白河法皇の寵妃・建春門院の同母妹である平清子。

## 略歴
承安2年（1172年）、3歳で伯母である建春門院の御給で叙爵し、従五位下となる。同時に元服して内昇殿、禁色を許されるという破格の待遇を受けている。承安3年（1173年）、女院御所で行われた鵯合で後白河法皇は幼い清宗を膝に乗せ、人目も憚らず鍾愛したという。
治承4年（1180年）、11歳で従三位に昇叙。養和2年（1182年）、13歳で正三位。寿永2年（1183年）2月に平頼盛の娘との婚姻が成立している。
同年7月に平家一門は源義仲の上洛により安徳天皇とともに都を落ち、清宗もこれに従う。平家は各地で敗れ、元暦2年（1185年）3月24日、壇ノ浦の戦いで敗北し、滅亡に至る。清宗は父の宗盛とともに入水を試みるが、父子は海から引き上げられて捕虜となる。
宗盛と共に都を引き回されたのち、5月に源義経により鎌倉へ護送される。6月、宗盛が源頼朝と対面したのち、父子は再び京に護送される途中の6月21日、宗盛は近江国篠原宿（現在の滋賀県野洲市）で橘公長によって斬首され、清宗も同日に近江国野路口（同草津市）で堀景光に斬首された。首は京・六条河原に晒された（『吾妻鏡』元暦二年六月廿一日・廿三日の条）。
滋賀県草津市野路5丁目には清宗の胴塚と伝わる石塔が、遠藤家邸宅の中庭にあり、毎年6月21日に「清宗忌」が行われ、代々保存供養されている。

## 経歴
※日付＝旧暦
- 承安2年（1172年）1月5日：従五位下に叙位。
- 承安3年（1173年）1月5日：従五位上に昇叙。
- 承安4年（1174年）1月23日：侍従に任官。
- 安元2年（1175年）1月5日：正五位下に昇叙。侍従如元。
- 治承2年（1178年）1月28日：備前介兼任。
- 治承3年（1179年）
  - 1月3日：従四位下に昇叙。侍従・備前介如元。
  - 12月16日：従四位上に昇叙。侍従・備前介如元。
- 治承4年（1180年）5月30日：従三位に昇叙。侍従如元。
- 養和2年（1182年）4月9日：正三位に昇叙。侍従如元。
- 寿永2年（1183年）
  - 1月22日：右衛門督に転任。
  - 8月6日：解官。

## 関連作品
テレビドラマ
- 『義経』（2005年、NHK大河ドラマ、演：塩顕治→渡邉邦門）